# Spaghetti
Pour les articles homonymes, voir Spaghetti (homonymie).
Les spaghetti (/spa.gɛ.ti/, en italien /spa'get:i/) ou spaghettis sont une variété de pâtes longues, fines et cylindriques, typique de la cuisine italienne.

## Étymologie
Le substantif masculin, « spaghetti » est un emprunt à l'italien spaghetti,, pluriel de spaghetto (« ficelle »), dérivé diminutif de spago (« fil pour ficelle »), lui-même issu du latin tardif spacus (« cordon, ficelle »). En français, la forme plurielle « spaghetti » est correcte (le singulier correspondant étant « spaghetto », d'usage rare mais néanmoins correct) mais les rectifications orthographiques de 1990 recommandent de ne l'employer que pour le singulier. Le pluriel « spaghettis » est désormais majoritaire .

## Histoire

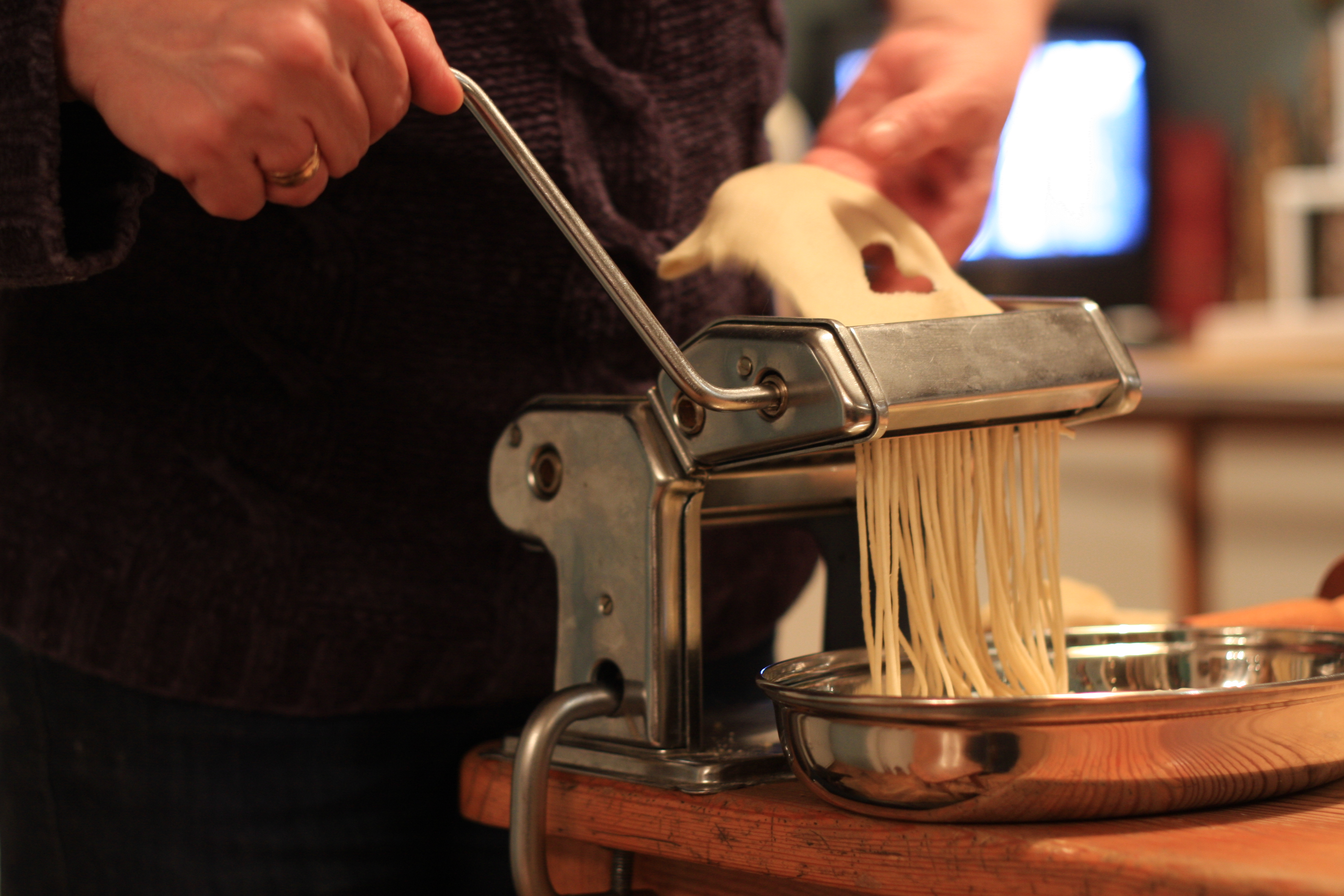
Spaghetti de machine à pâtes

La plus ancienne mention de pâtes sèches remonte au XIIe siècle, où Al Idrissi, dans le Livre de Roger de 1154, décrit une fabrique de pâtes allongées légèrement arrondies appelées itrya, de l’arabe itryah qui signifie « pâte fine coupée en bandes », dans la ville de Trabia, à 30 km de Palerme en Sicile,. Ces pâtes, ancêtres des spaghettis, se diffusent rapidement parce qu’elles sont sèches, et donc moins périssables et plus faciles à transporter.

## En Italie

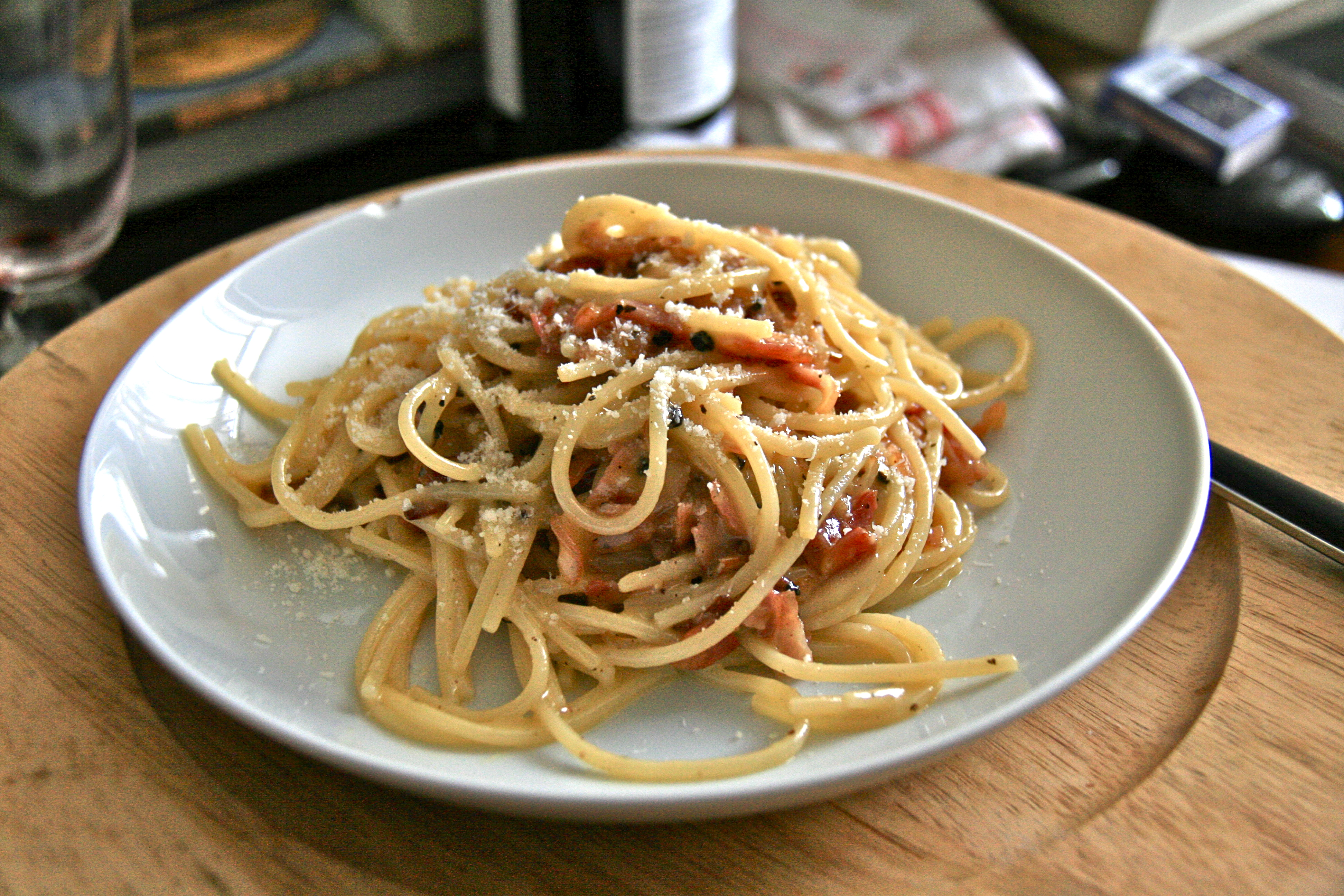
Spaghetti alla carbonara : guanciale, œufs, fromage de brebis et poivre.

En Italie, ils sont préparés selon différentes recettes traditionnelles, en général sans bouillon, souvent accompagnés d'une sauce tomate et parsemés de fromage râpé (essentiellement du Grana Padano, du parmesan ou du pecorino romano).

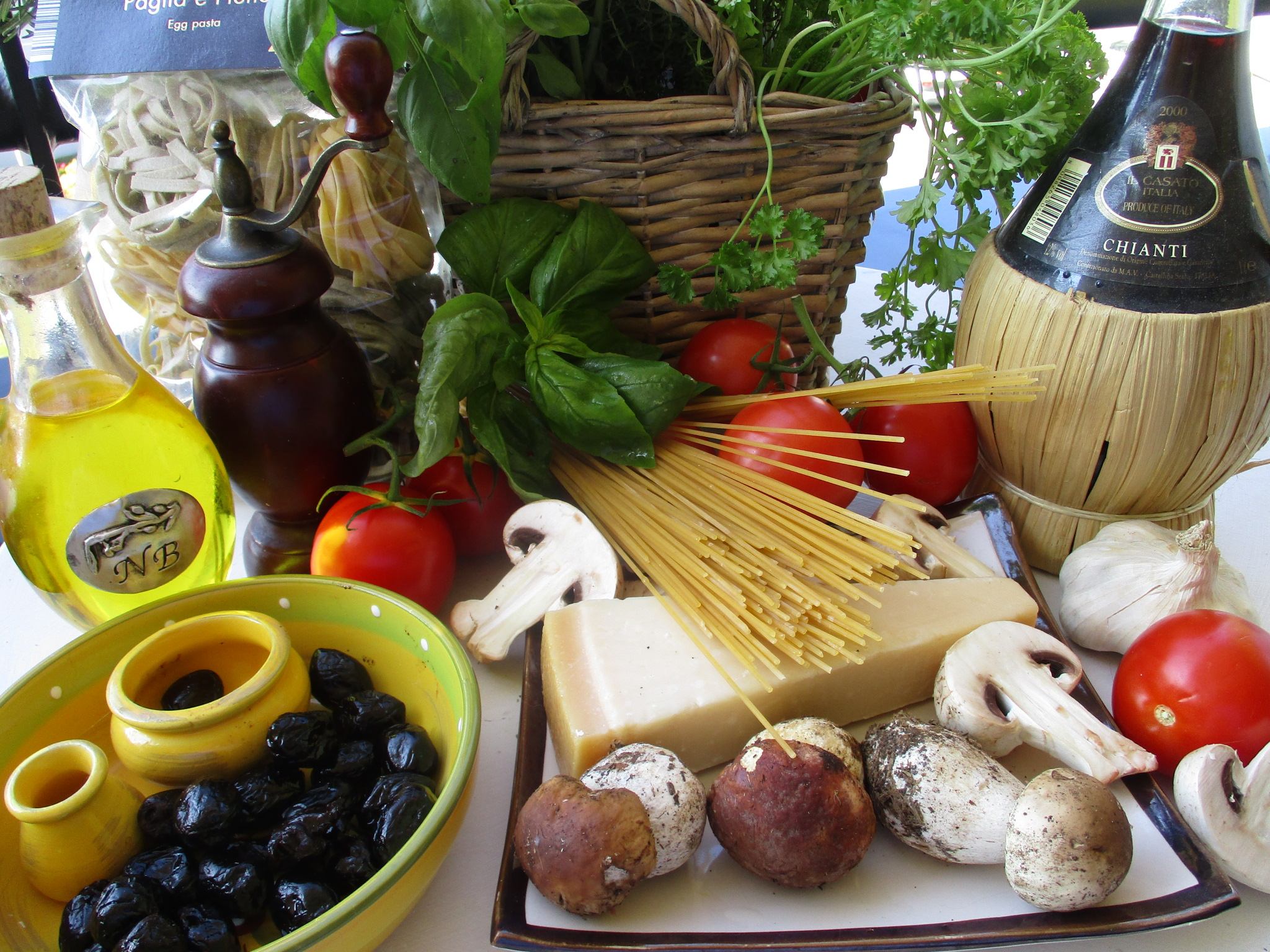
Avec quelques produits italiens emblématiques

Dans les autres pays, ils se préparent aussi selon de multiples variantes de recettes, souvent dictées par la simple recherche de l'originalité ou par la transposition de recettes d'autres types de pâtes. On peut trouver, par exemple, des « spaghettis aux fruits de mer », accompagnés de larges tranches de jambon, sans autre assaisonnement, ou bien des « spaghettis à la bolognaise » (qu'on trouve même vendus en boîtes dans le nord de l'Europe), contenant une sorte de sauce à la bolognaise et des spaghettis déjà cuits.

Quelques recettes
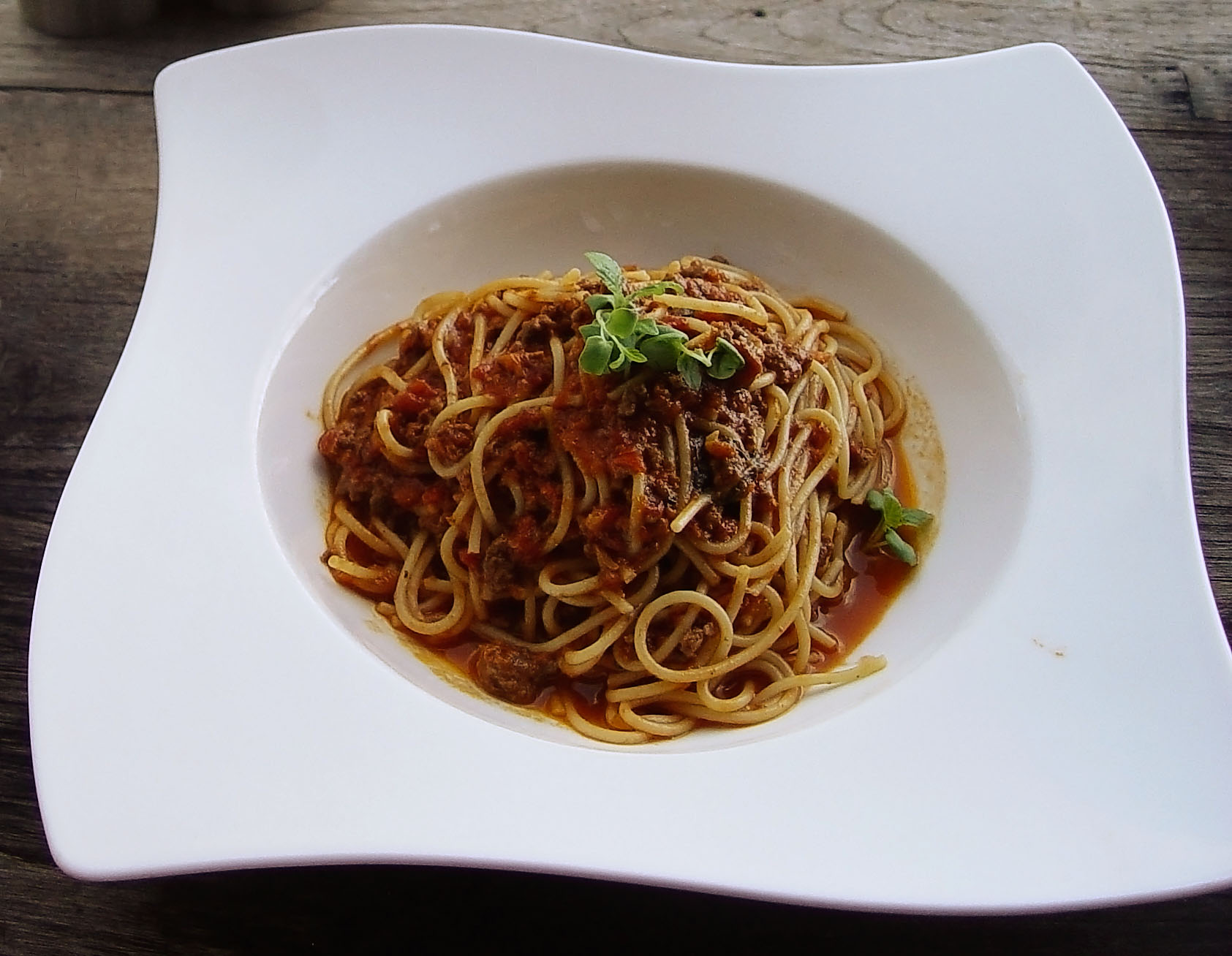
Spaghetti al ragù : à la sauce bolognaise.
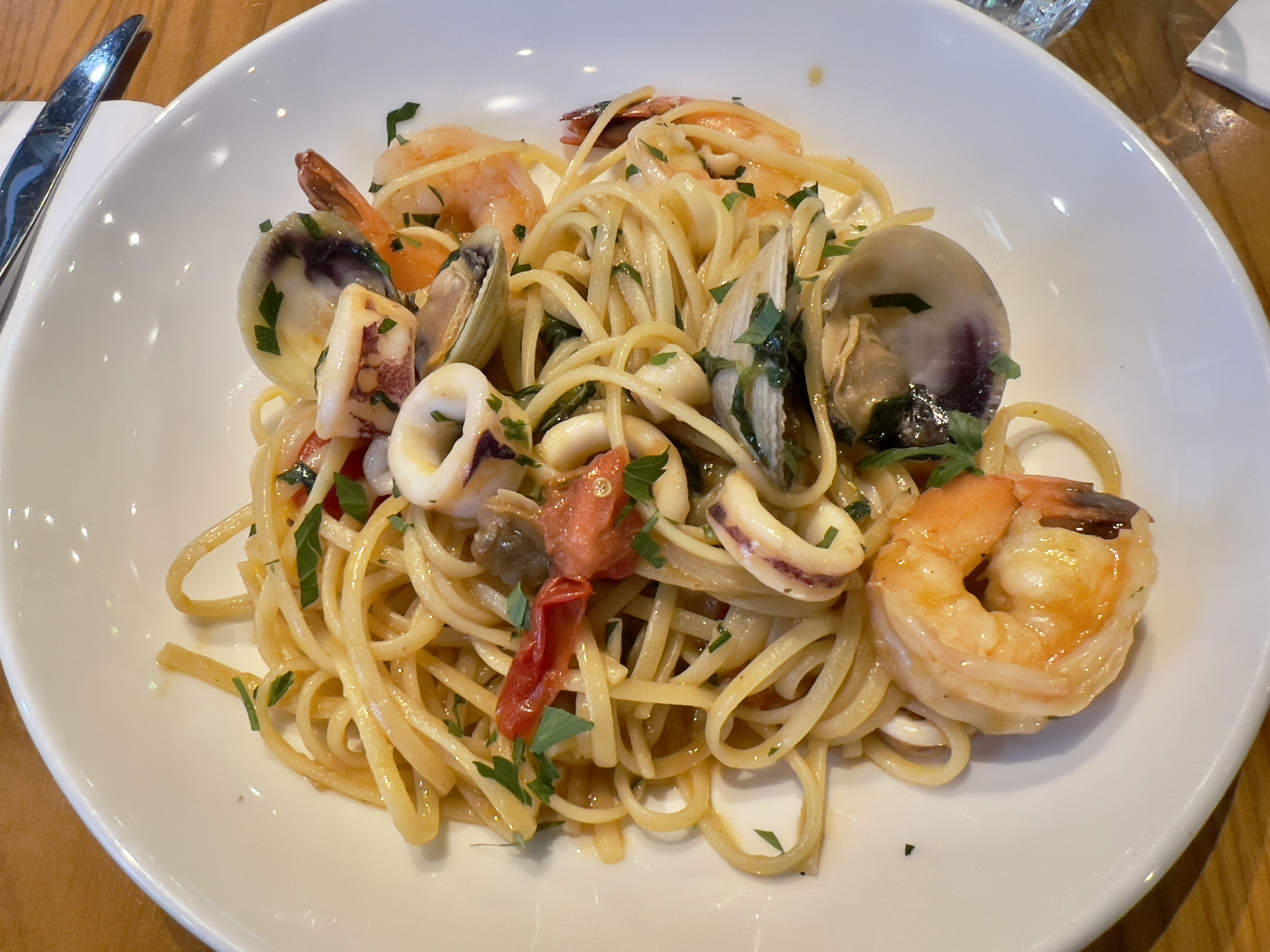
Spaghetti ai frutti di mare ou alla marinara, aux fruits de mer
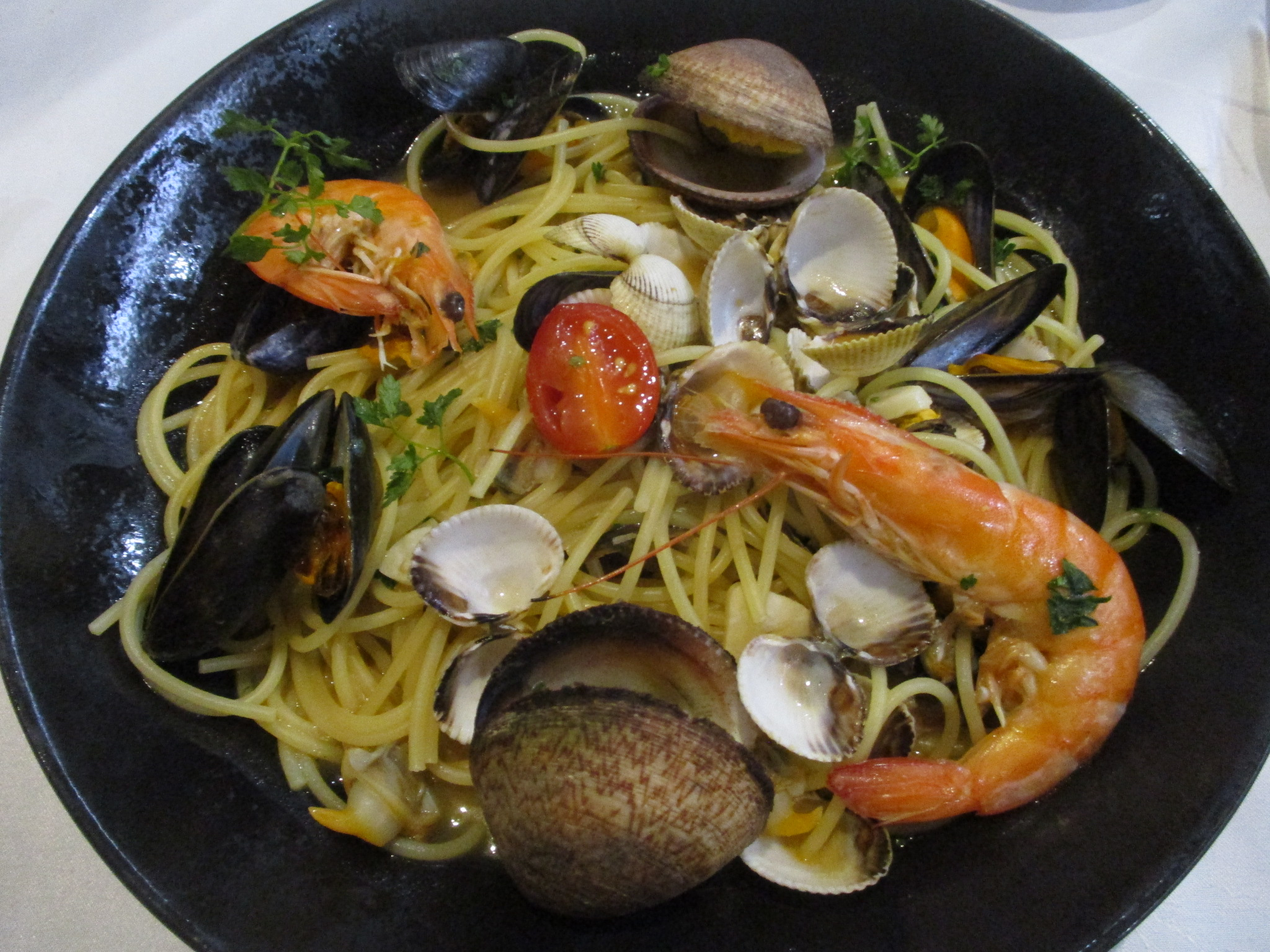
Spaghetti alle vongole, aux palourdes et crevettes
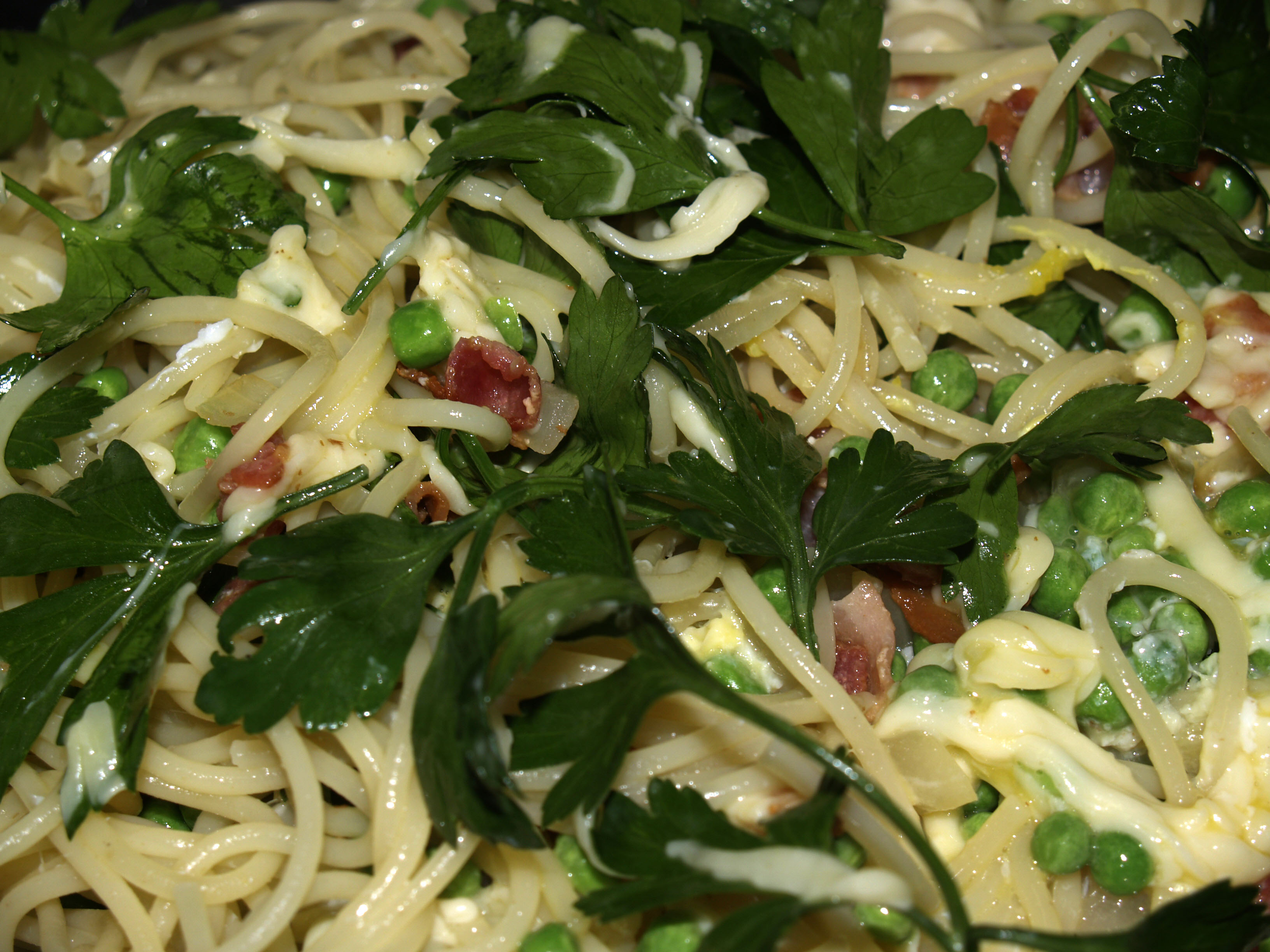
Spaghetti alla carbonara : pancetta, œufs, parmesan et poivre, petit pois, persil.
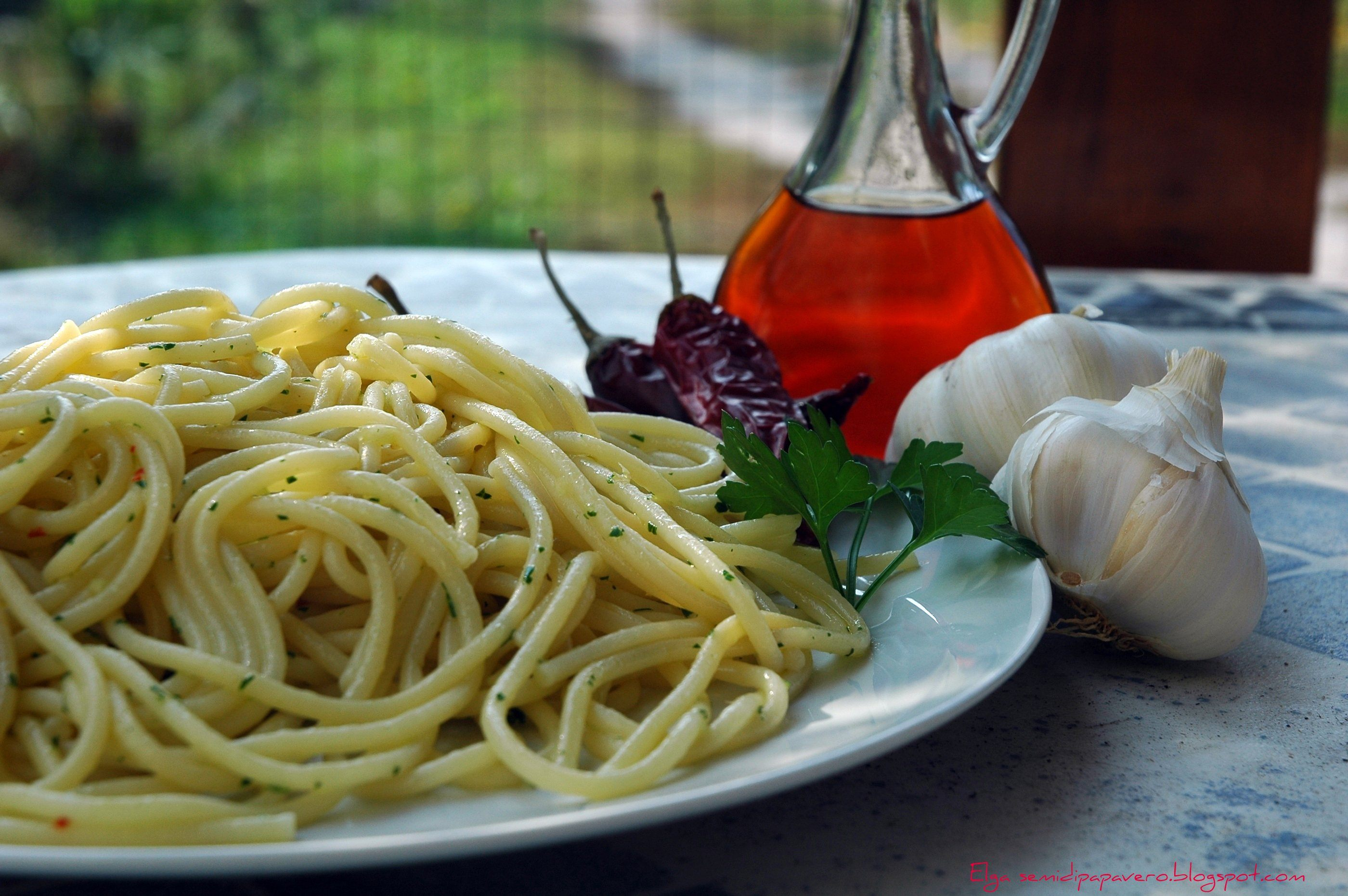
Spaghetti aglio e olio e peperoncino : ail, huile et piment.

## Les grandes recettes de spaghettis
D'innombrables recettes de pâtes et de sauces existent en Italie, dont plusieurs centaines pour les spaghettis. Néanmoins certaines recettes sont plus adaptées aux spaghettis, parmi lesquelles :

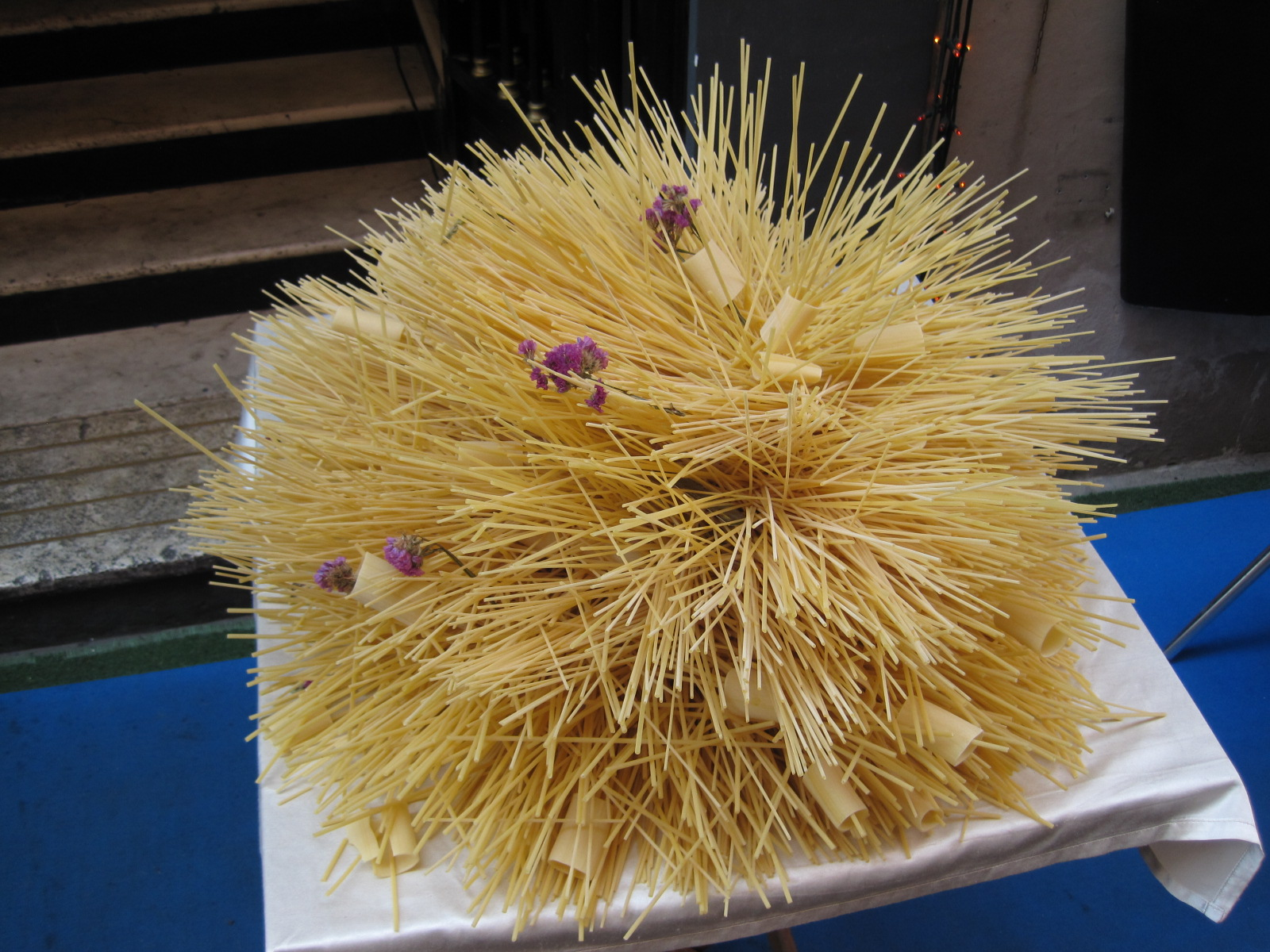
Spaghettis en décoration.

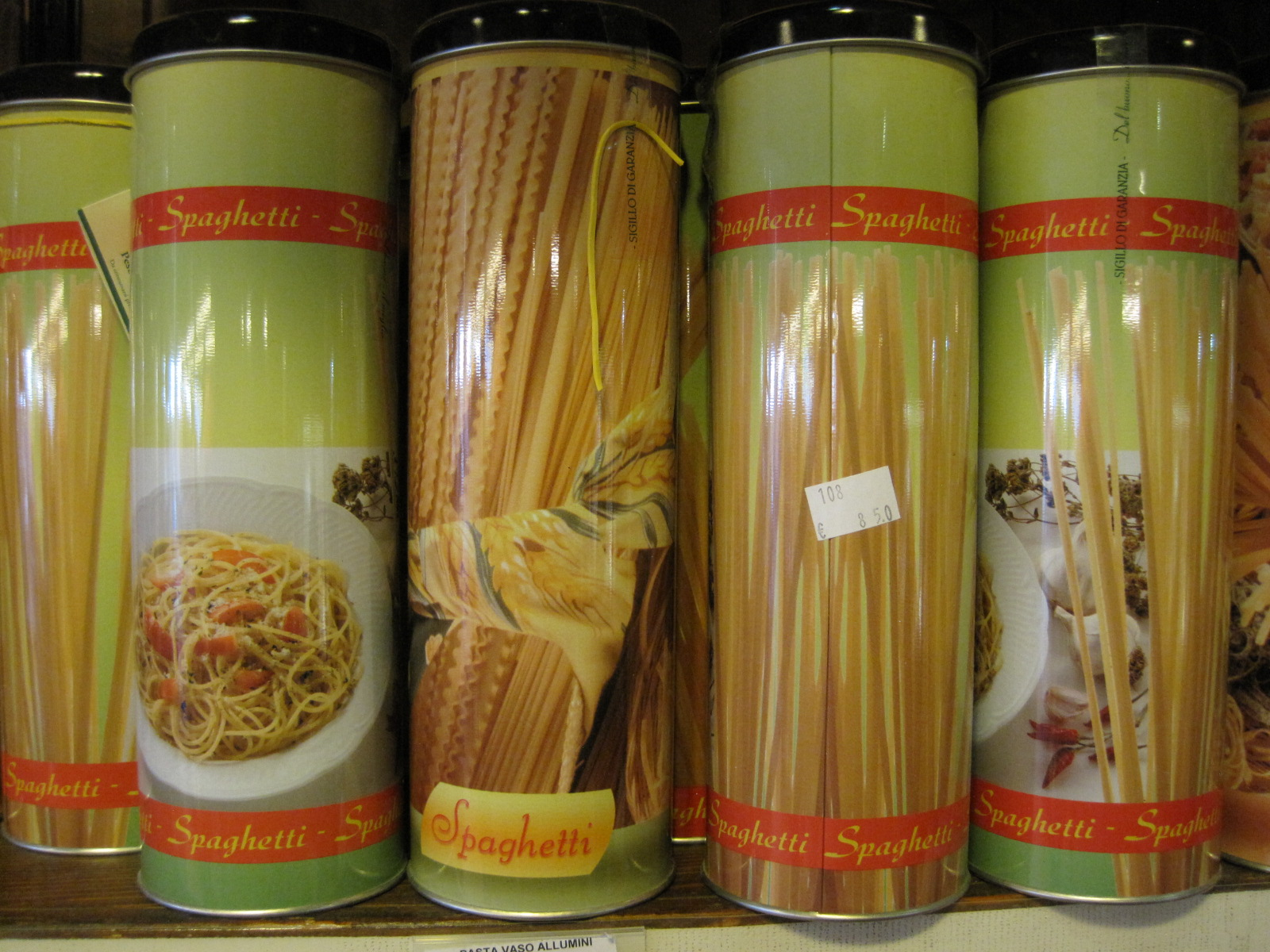
Boîtes de spaghettis.

- spaghettis alle vongole : aux palourdes (avec ou sans sauce tomate)
- spaghettis aux moules (avec ou sans sauce tomate)
- spaghettis ai frutti di mare ou alla marinara : aux fruits de mer
- spaghettis al ragù : à la sauce bolognaise
- spaghettis al pesto : au pesto (ou pistou)
- spaghettis all'amatriciana : guanciale, huile, piment, tomate, pecorino (fromage de brebis) râpé
- spaghettis alla carbonara : pancetta, œufs, parmesan, poivre
- spaghettis alla puttanesca : tomate, ail et olives noires
- spaghettis alla boscaiola (it) : pancetta, champignon et crème
- spaghettis aglio, olio e peperoncino : ail, huile et piment
- spaghettis all'arrabbiata : sauce tomate olives, ail, câpres et peperoncini (piments)
- spaghettis con olive e mozzarella : olives et mozzarella
- spaghettis agli asparagi : asperges, parmesan et crème
- spaghettis à la tomate fraîche
- spaghettis al gorgonzola, au gorgonzola
- spaghettis en salade froide : basilic, tomates fraîches, olives noires
- spaghettis alla calabrese : calabraise (filets d'anchois, piments et persil)
- spaghettis cacio e pepe : fromage pecorino romano et poivre.

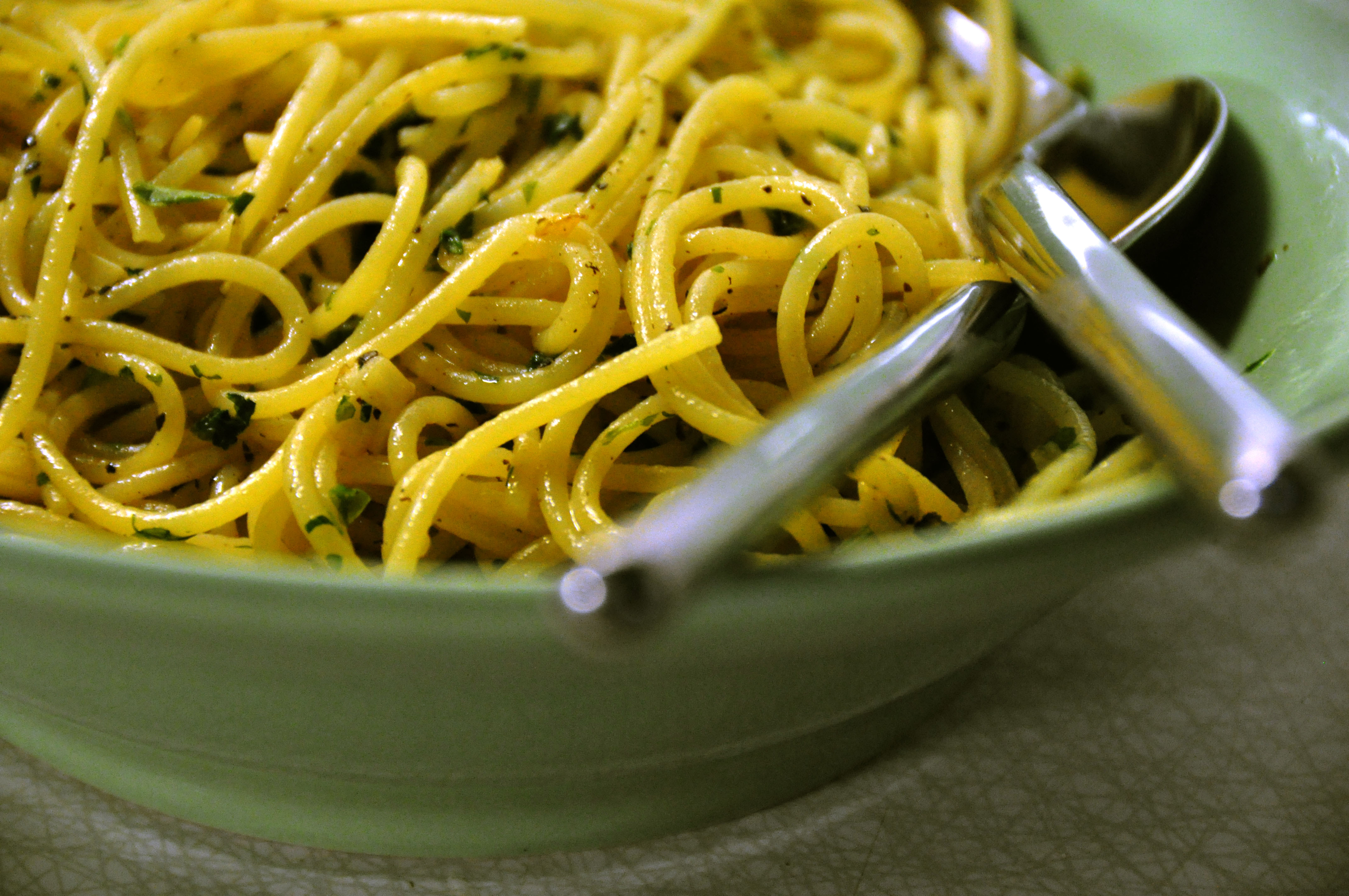
Spaghettis à l'ail, au persil et au poivre noir.
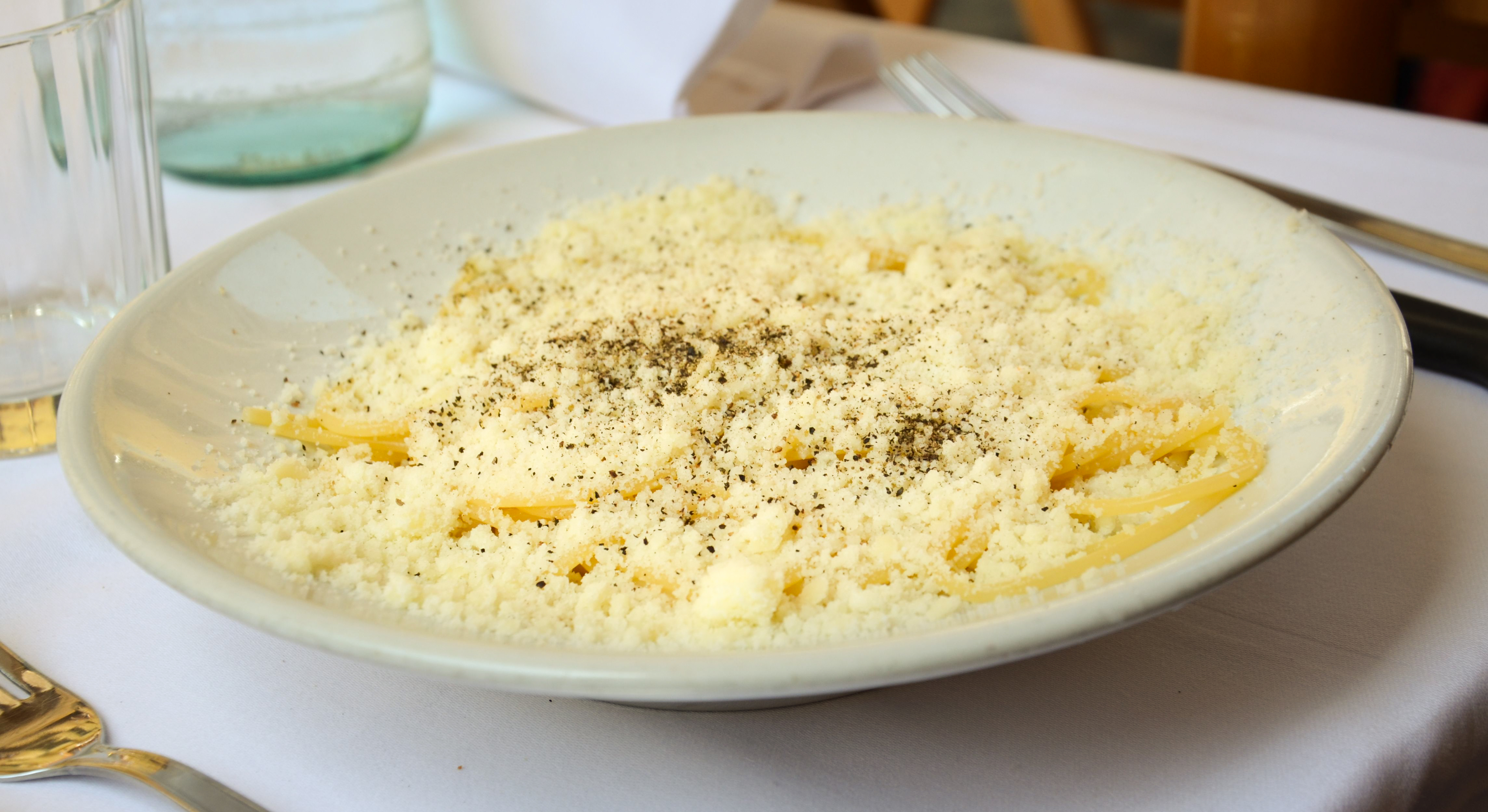
Spaghettis cacio e pepe.
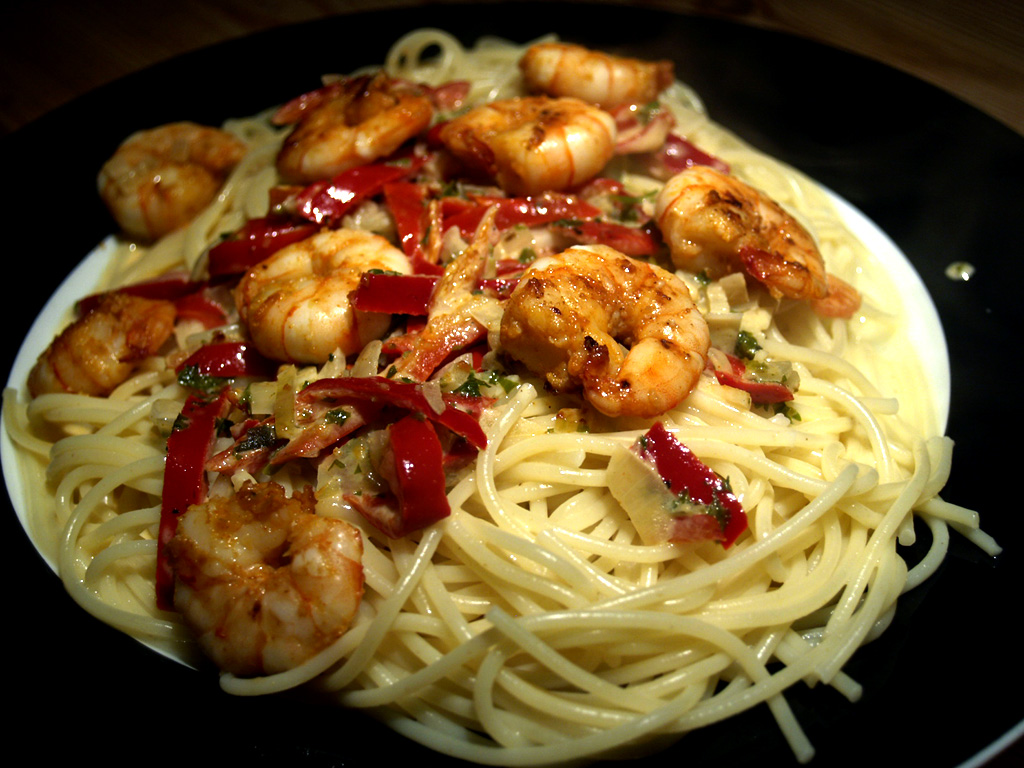
Spaghettis aux crevettes tigrées.
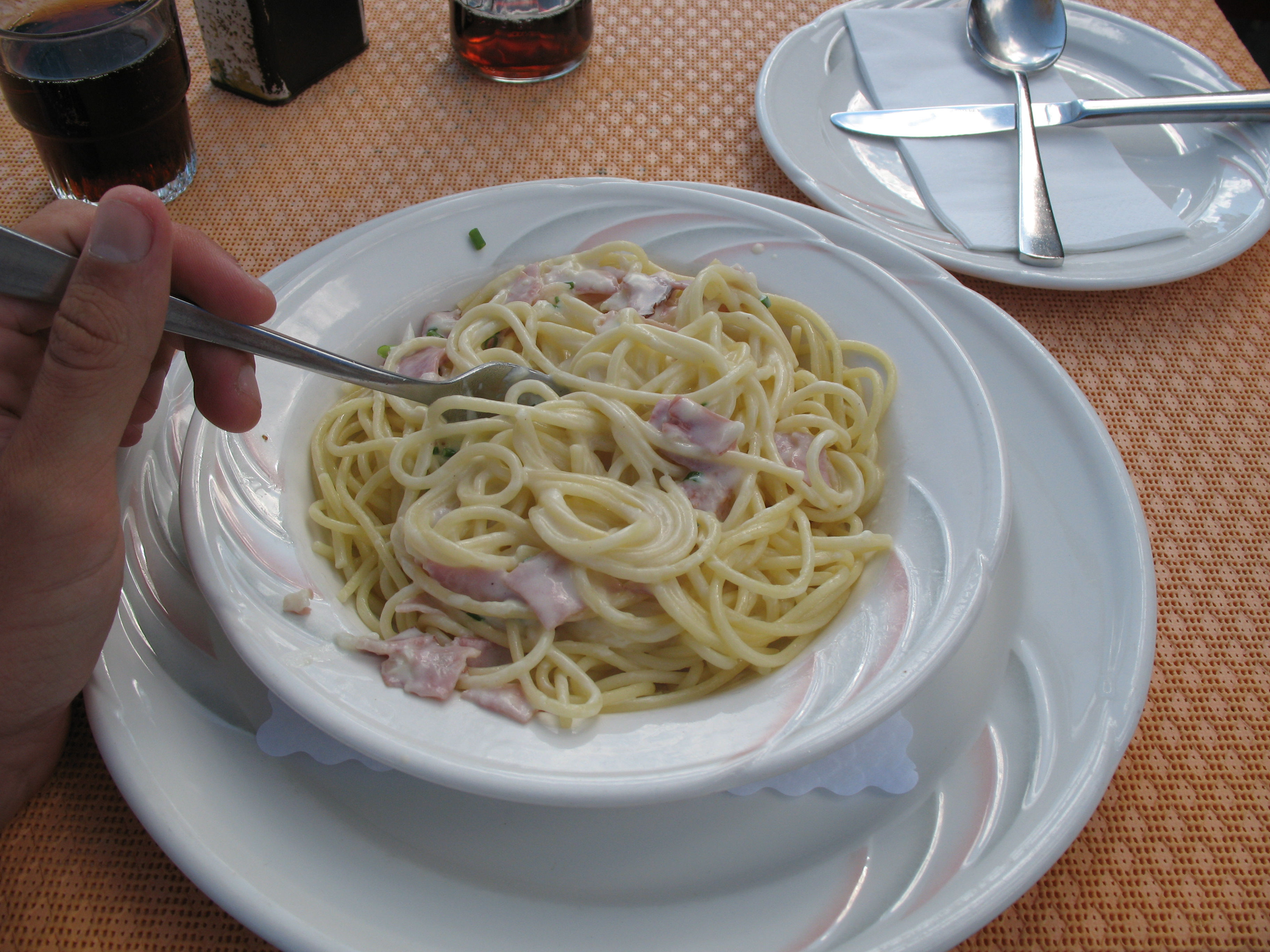
Spaghettis au lard fumé.

## Cuisine asiatique

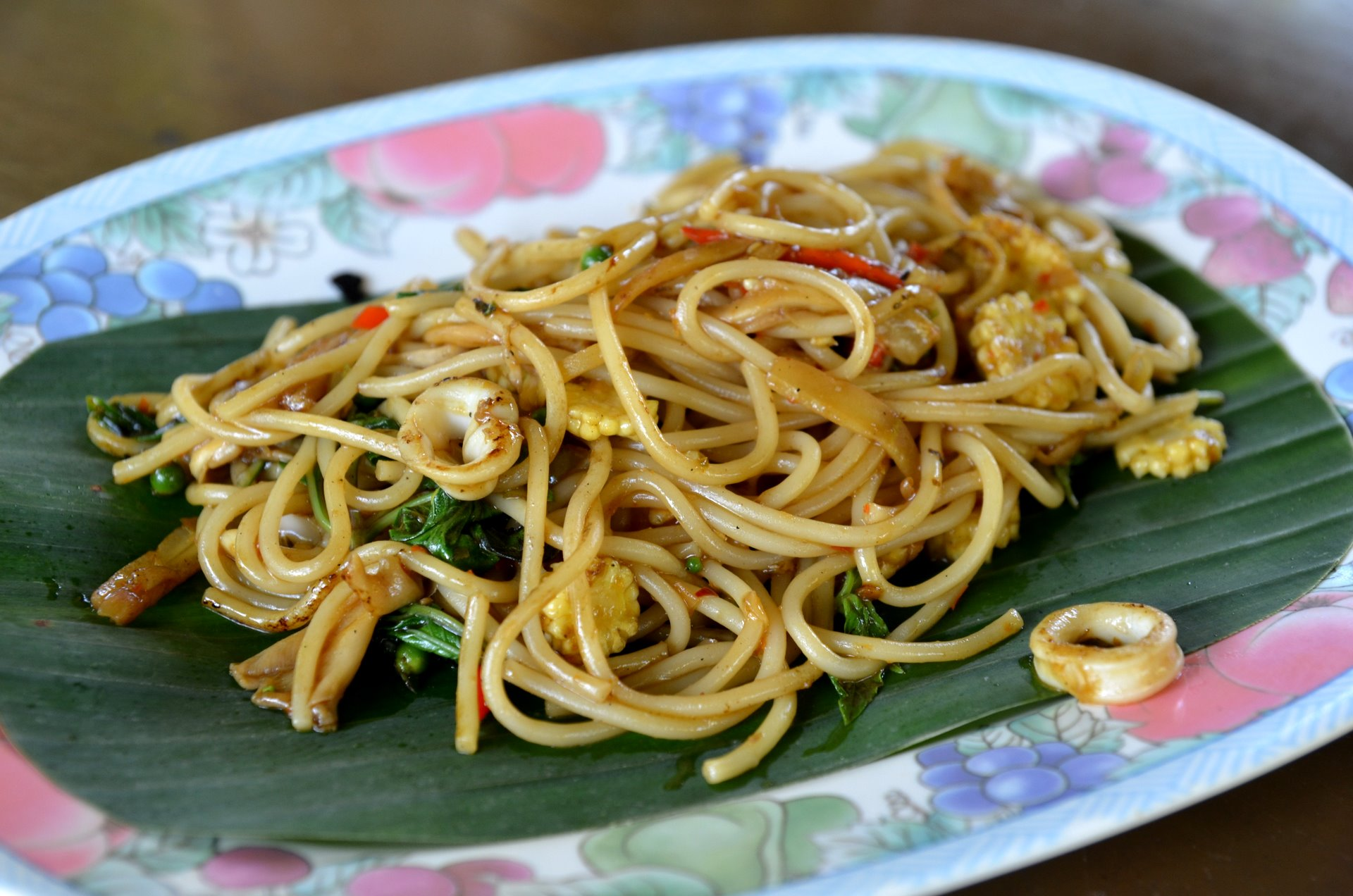
Nouilles phat khi mao, de cuisine thaïlandaise

Certaines formes de nouilles allongées de la cuisine asiatique ont un aspect similaire aux spaghettis. 

## Les spaghettis dans la culture

### Cinéma et théâtre
- 1953 : Le Retour de don Camillo, de Julien Duvivier, Peppone est attablé devant des spaghettis et en offre une assiette à Don Camillo[8].

- 1954 : Misère et Noblesse, d'Eduardo Scarpetta. Les spaghettis sont les mémorables héros d'un gag de cette comédie, également interprétée au cinéma par Totò, dans lequel ils finissent dans les poches du protagoniste miséreux, qui devant les cacher, les met dans les poches de sa veste[9].

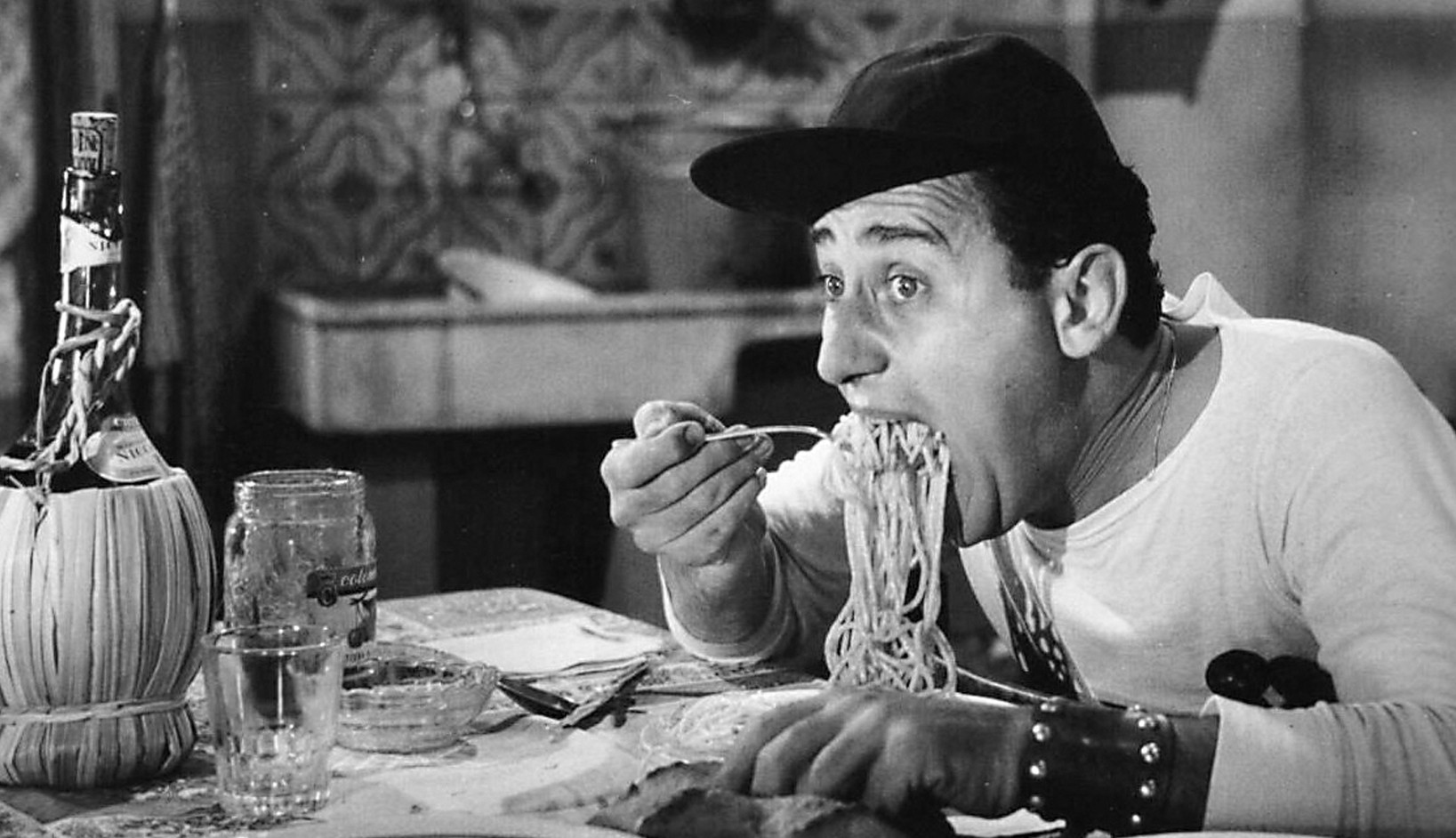
Alberto Sordi dans le film Un Américain à Rome, de 1954.

- 1954 : Un Américain à Rome, de Steno. Un plat de spaghettis est également le « protagoniste » d'une célèbre séquence de ce film, avec un jeune Alberto Sordi dans le rôle du Yankee aux prises avec un très grand plat (extra-large) de spaghettis (très) assaisonnés à la tomate[10].

- 1955 : La Belle et le Clochard, studios Disney, avec une célèbre scène entre La Belle et le Clochard, du restaurant italien de Toni le roi des spaghetti[11].

- 1969 : Le Clan des Siciliens, d'Henri Verneuil. Jean Gabin, patriarche de la famille Manalese, est attablé avec sa famille devant un plat de spaghettis à la tomate, qu'il sert à sa famille[12].

- 1988 : Le Grand Bleu, de Luc Besson, dans plusieurs scènes avec Enzo, dont le repas de spaghetti alle vongole (sous le nom de spaghetti del mar, « de la mer ») avec Jacques, Johanna, et la mama d'Enzo, au restaurant panoramique du bord de mer de Taormine en Sicile[13].

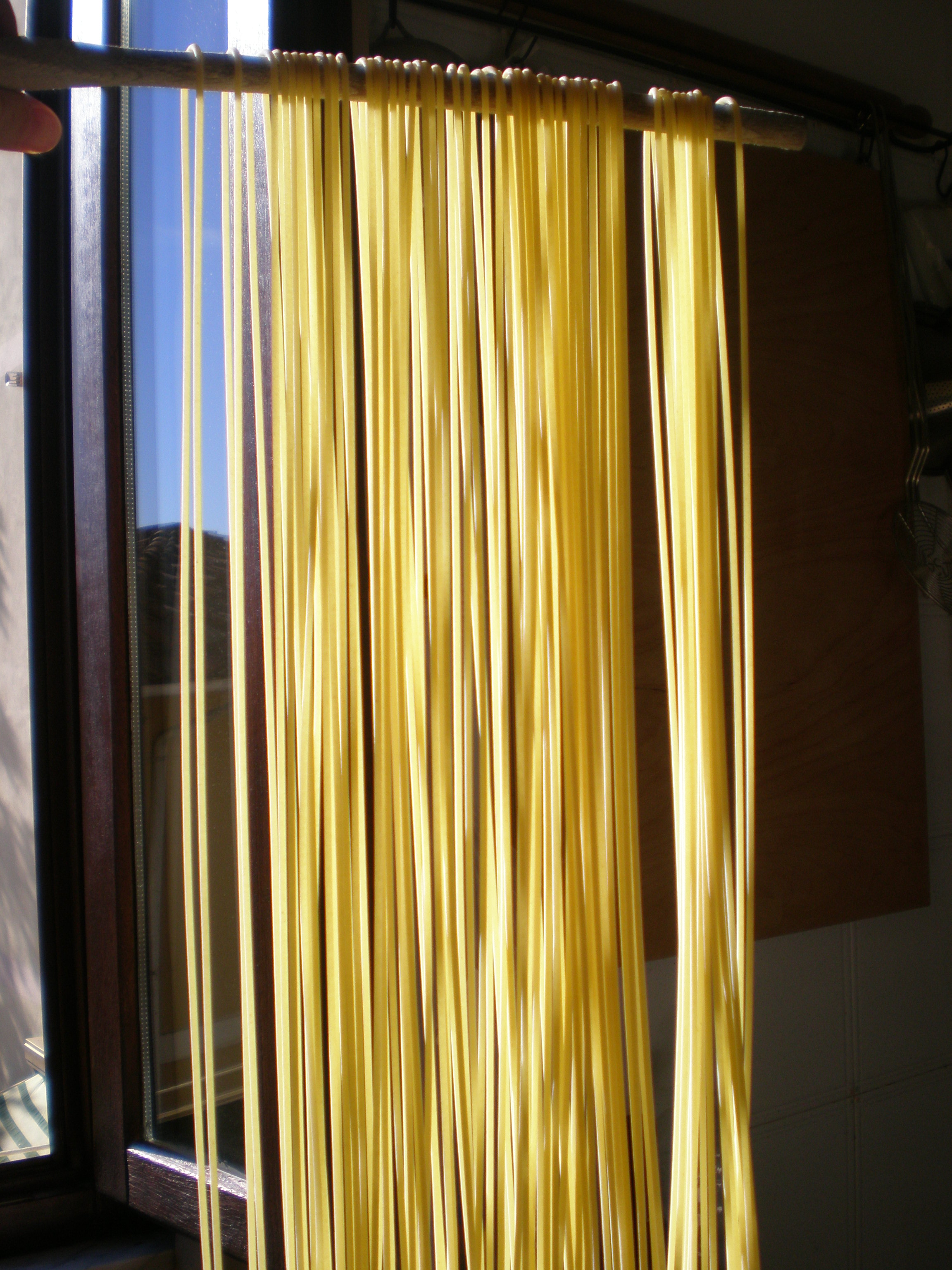
Séchage de spaghetti frais

Les western spaghetti : parce qu'ils symbolisent précisément l'Italie, les spaghettis ont donné leur nom au genre cinématographique du cinéma italien des années 1960 et années 1970, c'est-à-dire des westerns de  style cinéma américain produits et dirigés par des metteurs en scènes italiens et tournés dans des studios italiens tels que Cinecittà de Rome, avec en particuliers des films culte de Sergio Leone tels que Et pour quelques dollars de plus (1965), Le Bon, la Brute et le Truand (1966), Il était une fois dans l'Ouest (1969)...

### Littérature
- 1997 : Le Génie de l'aubergine et autres contes loufoques, de Pierre Cormon. Le conte « Confession publique faite par la dernière mangeuse de spaghettis » de ce recueil met en scène une femme qui refuse d'abandonner les spaghettis traditionnels au profit des spaghettis en cube, dernière innovation de l'industrie agro-alimentaire en 2053, et le paie au prix fort[14].

### Jeu vidéo
- 1985 : Super Mario, de Nintendo, est un amateur de spaghetti.
- 1994 : Hotel Mario jeu vidéo sur CD-i. Dans une des cinématiques du début de ce jeu, Luigi raconte à Mario qu'il « espère qu'elle (la princesse Peach) a fait plein de spaghettis ». Scène parodiée plus d'une fois, y compris dans sa version en anglais.

### Sciences
Quand on plie un spaghetti (sec) il ne se casse jamais en deux morceaux, mais en trois ou plus. Ce « mystère du spaghetti », popularisé par le physicien américain Richard Feynman, s'explique par le fait que le spaghetti se brise bien d'abord en deux morceaux, mais qu'ils sont ensuite parcourus par une onde de détente de flexion qui fait transitoirement repasser la contrainte au-dessus du seuil de rupture. Une astuce pour réussir à casser un spaghetti en deux consiste à lui appliquer une certaine torsion avant de le plier,.